# Greg Bunch
Darnell Greg Bunch (San Bernardino, 15 maggio 1956) è un ex cestista statunitense, professionista nella NBA e in Spagna.

## Carriera
Venne selezionato dai New York Knicks al secondo giro del Draft NBA 1978 (34ª scelta assoluta).

## Palmarès

### Squadra
- Campionato finlandese: 1

Pantterit: 1979-80

### Individuale
- All-WBA Third Team (1979)